# 2019冠状病毒病安提瓜和巴布达疫情
2019冠状病毒病安提瓜和巴布达疫情，介绍在2019新型冠狀病毒疫情中，在安提瓜和巴布达发生的情况。

## 时间轴
2020年3月13日，安提瓜和巴布达政府宣布该国确诊首例2019冠状病毒病病例，患者10日从英国进入安提瓜和巴布达。
3月23日，新增2例确诊病例，一位来自英国的76岁男子和一位来自纽约的54岁男子。
3月26日，新增确诊4例，累计确诊7例。
4月2日，新增确诊2例，累计确诊9例。2例确诊病例均为女性，一例从美国纽约飞抵安瓜，另一例为游艇工人。
4月3日，新增确诊4男2女，累计确诊15例。
4月7日，新增确诊4例，累计确诊19例。报告首例死亡病例，为48岁男性，于4日入院。
4月10日，新增确诊2例，累计确诊21例。2例均为医护人员。新增死亡1例，先前在霍克斯比尔酒店隔离期间未表现出症状，隔离结束后送医，抢救无效死亡。
4月12日，报告第3例死亡病例，为安提瓜老人。
4月13日，新增确诊2例，累计确诊23例。2例均为女性，无旅行史。
4月21日，新增确诊1例，累计确诊24例。
5月1日，新增确诊1例，累计确诊25例。
5月30日，新增确诊1例，累计确诊26例。